# Veselîi Podil (Novomîkolaiivka), Novîi Buh
Veselîi Podil (în ucraineană Веселий Поділ) este un sat în comuna Novomîkolaiivka din raionul Novîi Buh, regiunea Mîkolaiiv, Ucraina.

## Demografie
Componența lingvistică a localității Veselîi Podil
     Ucraineană (94,89%)
     Rusă (5,11%)
Conform recensământului din 2001, majoritatea populației localității Veselîi Podil era vorbitoare de ucraineană (94,89%), existând în minoritate și vorbitori de rusă (5,11%).